# Закон вулиць (фільм)
«Закон вулиць» (фр. La Loi des rues) — французький кінофільм. Екранізація однойменного роману Огюста Ле Бретона.

## Сюжет
Юний сирота Ів Трежі (Жан-Луї Трентіньян) втікає з сирітського будинку, щоби знайти в Парижі старого друга Деде. В Парижі Ів закохується в Зетт і знайомиться з власником бістро Бленом, який бере його на постійну роботу. Жо-Грек ревниво ставиться до дружби Деде та Іва, спокушає Ванду, повію, яка подобається Деде, і вбиває останнього. Блен допомагає Іву, щоби той не повторив долю Деде. Ів може бути щасливим з Зетт і дитиною, яку вона чекає.